# Semiothisa lydia
Semiothisa lydia är en fjärilsart som beskrevs av William Schaus 1912. Semiothisa lydia ingår i släktet Semiothisa och familjen mätare. Inga underarter finns listade i Catalogue of Life.